# Vapara fasciata
Vapara fasciata är en fjärilsart som beskrevs av Moore 1882. Vapara fasciata ingår i släktet Vapara och familjen nattflyn. Inga underarter finns listade i Catalogue of Life.